# Oenanthe isabellina

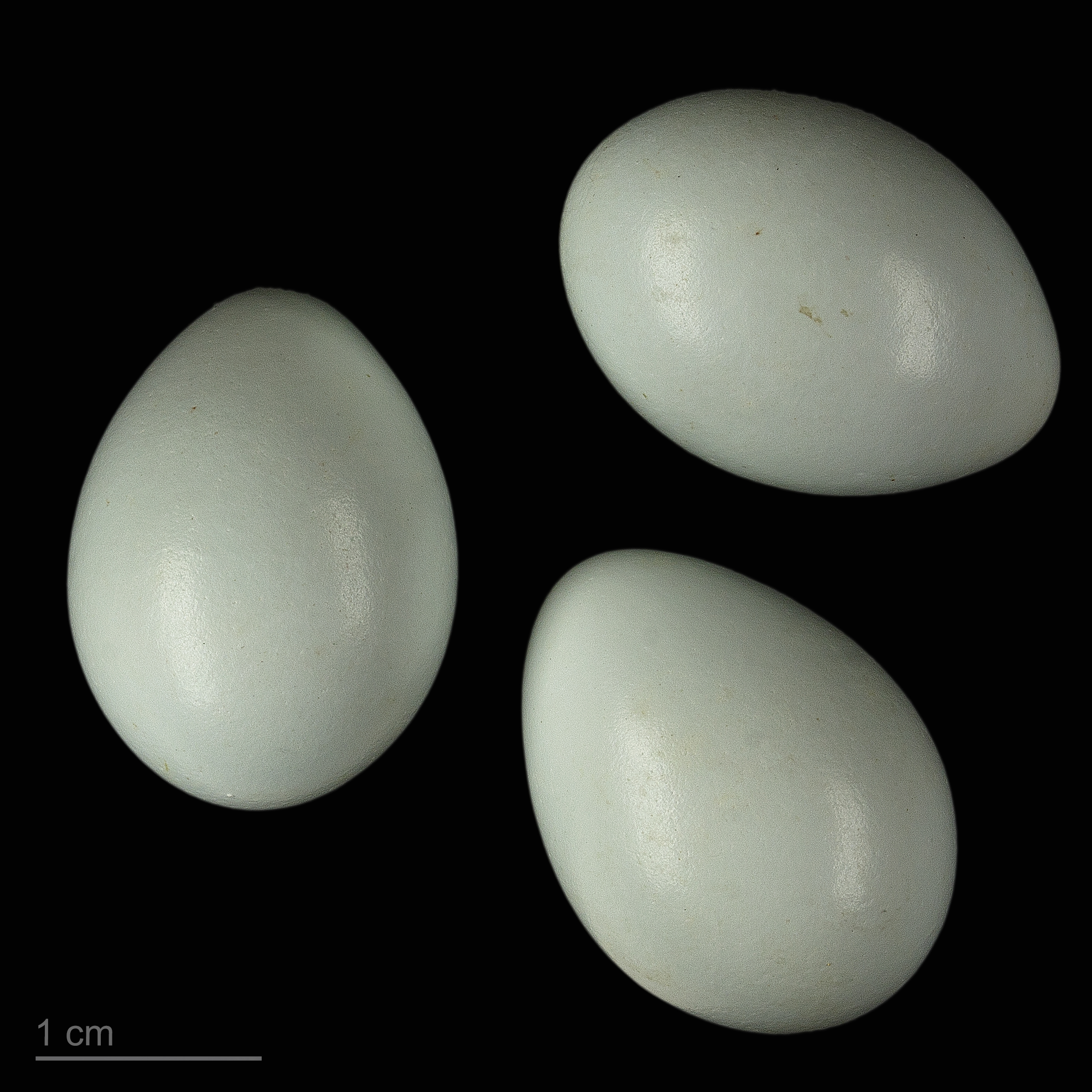
Oenanthe isabellina - MHNT

La collalba isabel (Oenanthe isabellina) es una especie de ave paseriforme de la familia Muscicapidae, aunque antes su género se clasificaba en la familia Turdidae. Habita en Asia, el sureste de Europa y el norte de África.

## Descripción
La collalba isabel mide entre 15 y 16,5 cm de largo. El plumaje de sus partes superiores es principalmente de color ocre, algo más oscuro en las alas, llegando a negruzco, el obispillo y la base de su cola son blancos y la mitad terminal de la cola es negra. Sus partes inferiores son principalmente blanquecinas. Los machos presentan brida negra y el pecho amarillento.

## Distribución
Es un ave migratoria que cría en Asia y el sureste de Europa (desde Mongolia y China central hasta Bulgaria y Turquía), y viaja al sur de Asia (la India a la península arábiga) y el noreste de África y el Sahel para pasar el invierno. En Europa occidental es un divagante raro.